# 渼沙大橋
渼沙大橋是一条横跨汉江的桥梁，位于韩国京畿道。桥梁两端连接河南市和南楊州市，于2009年7月15日通车。该大桥属于首尔襄阳高速公路的一部分。